# Günter Hennig
Günter Hennig (* 27. März 1928 in Markranstädt) ist ein ehemaliger deutscher Verlagsleiter. Er leitete den SED-eigenen Dietz Verlag.

## Leben
Hennig entstammte einer Arbeiterfamilie und besuchte die Mittel- und Oberschule, 1944/45 war er zum Reichsarbeitsdienst und im April/Mai 1945 zur Wehrmacht eingezogen. Bis Dezember 1945 verblieb er in US-amerikanischer bzw. britischer Kriegsgefangenschaft. 
1946 arbeitete er bei der Reichsbahndirektion und besuchte einen Abiturientenkurs in Leipzig. Er trat im selben Jahr der SPD bei und wurde mit der Zwangsvereinigung von SPD und KPD Mitglied der SED. Von 1947 bis 1949 war er Redakteur bei der Leipziger Volkszeitung. Von 1948 bis 1951 studierte er Journalistik an der Universität Leipzig mit Abschluss als Diplomjournalist. Von 1951 bis 1955 war er Assistent und Oberassistent mit Lehrauftrag an der Karl-Marx-Universität Leipzig. Von 1955 bis 1961 war er Aspirant am Institut für Gesellschaftswissenschaften beim Zentralkomitee der SED. Seine Aspirantur schloss er 1961 mit einer Dissertation über August Bebel und die deutsche Arbeiterbewegung am Ende des 19. Jahrhunderts ab. 1961/62 war er politischer Mitarbeiter der Abteilung Propaganda beim ZK der SED.
Von 1962 bis 1990 war Hennig Leiter des Dietz Verlages Berlin. Er gehörte von 1964 bis 1989 zudem dem Vorstand des Börsenvereins der Deutschen Buchhändler zu Leipzig an. 1990 trat er in den Vorruhestand.
Hennig war ab 1981 Kandidat und von 1986 bis 1990 Mitglied der Zentralen Revisionskommission der SED.
Hennig lebt in Berlin und ist Mitglied der Partei Die Linke.

## Schriften
- August Bebel. Todfeind des preußisch-deutschen Militärstaats 1891–1899. Dietz Verlag, Berlin 1963 (Dissertationsschrift).

## Auszeichnungen
- Vaterländischer Verdienstorden in Bronze (1966), in Silber (1969) und in Gold, Ehrenspange zum Vaterländischen Verdienstorden in Gold (1988)
- Orden Banner der Arbeit Stufe I (1978)
- Der Wissenschaftliche Rat des Instituts für Marxismus-Leninismus beim Zentralkomitee der SED verlieh Hennig am 25. März 1988 die Ehrendoktorwürde (Dr. h. c.).